# Escoles Públiques de Samalús
Les antigues Escoles Públiques de Samalús és una obra de Cànoves i Samalús (Vallès Oriental) inclosa a l'Inventari del Patrimoni Arquitectònic de Catalunya.

## Descripció
Edifici de planta baixa rectangular amb coberta a quatre vessants. A la base hi ha un sòcol de paredat. La banda esquerra sobresurt una mica, aquesta té un capcer amb formes geomètriques. A la façana principal hi ha diverses obertures de diferents mides, al damunt d'elles hi ha un fals arc sobreposat, en relleu, i pintat de color blanc. A la imposta dels arcs hi ha una franja horitzontal que fa la volta a tot el perímetre de l'edifici, aquesta és de ceràmica de colors, igual que els ampits de les finestres.

## Història
Les escoles es van construir al voltant del 1919, sota la direcció de l'arquitecte Manuel Raspall. Les escoles van ser una donació del senyor Flaqué el qual ja havia encarregat a Manuel Raspall una intervenció a Can Flaqué uns anys abans.